# 索尼帕特
索尼帕特（Sonipat），是印度哈里亚纳邦Sonipat县的一个城镇。总人口216213（2001年）。

## 人口
该地2001年总人口216213人，其中男性117654人，女性98559人；0—6岁人口27734人，其中男15841人，女11893人；识字率72.21%，其中男性为77.20%，女性为66.25%。